# 目抜き通り (椎名林檎とトータス松本の曲)
「目抜き通り」（めぬきどおり、英題：The Main Street）は、シンガーソングライターの椎名林檎とロックバンド・ウルフルズのボーカリストであるトータス松本による楽曲。2017年4月20日に銀座で営業を開始した大型商業施設「GINZA SIX」のテーマ曲である。同日ユニバーサルミュージックのEMI Recordsレーベルからデジタル・ダウンロードシングルとして配信限定で発売された。

## 製作背景
2017年4月20日に営業を開始した大型商業施設「GINZA SIX」のテーマ曲として、「NEW LUXURYを世界に向けて発信する」というコンセプトのもと書き下ろされた楽曲。このプロジェクトのクライアントより、銀座の魅力を表現した新たなる銀座のテーマソング制作の依頼を受けて椎名林檎が書き下ろした。制作するにあたり、椎名はかねてより共演の機会を求めていたトータス松本にデュエットをオファー。松本の快諾を受けた椎名は、銀座と2人の声をモチーフにこの曲を書いた。
もともとはコマーシャルソングとして制作が始められたが、トータス松本との共演に勢いづいた椎名はフルサイズも制作。その完成度を目の当たりにしたスタッフがリリースを提案し、急遽配信限定でリリースする運びとなった。

## 制作
レコーディング現場にはバンド、管弦奏者の指揮と編曲を担当した斎藤ネコをはじめ、これまでも椎名プロダクトに数多く参加してきた演奏家たちが集結、繊密に構成されたアンサンブルを同時録音した。

## 音楽性
全体から感じるサウンドはアメリカンではない。しかし、トータス松本は、マーヴィン・ゲイがルーツの一つであり、依頼した椎名林檎もマーヴィンを敬愛する。曲の構成は、主旋律が4小節ごと入れ替わる途中の作りを含めてマーヴィン・ゲイとタミー・テレルのデュエットをイメージして書かれ、彼らの時代のモータウン風の進行である。椎名のパートもタミー・テレルを意識している。

## スペシャルムービー
スペシャルムービーの舞台は銀座中央通り。監督は数々のミュージックビデオやテレビCMを制作してきた児玉裕一が務めた。映像には、楽曲側から銀座の街を象徴するキャラクターとして椎名と松本が登場するほか、オーケストラの指揮者として編曲家の斎藤ネコが出演、またSOIL&"PIMP"SESSIONSのみどりん、村田陽一、西村浩二らも登場している。ダンスシーンの振付はPerfumeの振付などで知られるMIKIKOが担当。

## ミュージックビデオ
本作には当初ミュージックビデオが製作されていなかったが、配信から約2年後にアルバム『三毒史』の発売に合わせて新たに撮り下ろされ、2019年6月11日に公開された。監督はスペシャルムービーと同じく児玉裕一が務める。なお、使用されている音源は『三毒史』に収録されたアルバムバージョンである。

## 収録曲
| #  | タイトル       | 作詞・作曲 | 編曲     | 時間 |
| -- | -------------- | ---------- | -------- | ---- |
| 1. | 「目抜き通り」 | 椎名林檎   | 斎藤ネコ | 3:16 |

## 演奏
- 歌：椎名林檎とトータス松本
- 指揮者：斎藤ネコ
- ピアノ：笹路正徳
- ドラム：みどりん
- ベース：鳥越啓介
- ラテンパーカッション：川瀬正人
- トランペット：西村浩二、横山均、菅坡雅彦
- トロンボーン：村田陽一、佐野聡、山城純子
- アルトサックス：竹野昌邦
- テナーサックス：庵原良司
- バリトンサックス：吉田治
- コンサートマスター：グレート栄田
- バイオリン：滝沢幸二郎、押鐘貴之、入江茜、矢野晴子、丸山明子、松本亜土、小倉達夫、桑田穣、越川歩、山本大将、牛山玲名、中島優紀、島田光理
- ヴィオラ：古川原裕仁、大沼幸江、伴野剛、徳高真奈美
- チェロ：笠原あやの、前田善彦、向井航、林田順平
- コントラバス：斎藤輝彦、竹下欣伸
- ティンパニ&グロッケンシュピール：髙田みどり
- シロフォン&シンバル：大家一将
- レコーディング&ミキシング・エンジニア：井上雨迩
- アシスタント・エンジニア：柏倉吉紀（AVACO CREATIVE STUDIO）、畠山耕平（prime sound studio form）
- マスタリング・エンジニア：渡辺昭人（UNIVERSAL MUSIC）